# Fiscale economie
De fiscale economie is de tak van economie die zich bezighoudt met belastingen en alles wat daarmee samenhangt.
Het begrip fiscale economie kan vanuit verschillende invalshoeken worden benaderd. Vanuit de ondernemer bekeken is de fiscus een kostenpost die een sterke invloed heeft op de beslissingen van de ondernemer. Vanuit het standpunt dat bij een bepaalde beslissing deze kosten zo laag mogelijk dienen te zijn kan worden gesteld dat fiscaal inzicht onontbeerlijk is teneinde deze kostenpost zo laag mogelijk te kunnen houden.

## Werkgelegenheid
Fiscaal economen werken in loondienst zowel bij de belastingdienst, alsook in het bedrijfsleven. Als zelfstandig ondernemer adviseren ze particulieren en bedrijven inzake belastingzaken.